# Relationer mellan Israel och Tyskland
Relationer mellan Israel och Tyskland upprättades på diplomatisk nivå 12 maj 1965 av Västtyskland. Tyskland har en speciell relation till Israel på grund av dess ansvar för dödandet av sex miljoner judar under förintelsen. Relationerna är i nuläget goda. Tyskland har en ambassad i Israel, och Israel har en ambassad i Berlin.
I Israel finns ett Goethe-institut. Det finns ungefär 100 vänortsrelationer mellan Israel och Tyskland.